# Sycophila annae
Sycophila annae (лат.) — вид наездников рода Sycophila из семейства Eurytomidae (Chalcidoidea). Встречается в Южной Африке (ЮАР). Назван в честь Анны Расплус (Anna Rasplus), жены соавтора открытия Жана-Ива (Jean-Yves Rasplus) за «её терпеливую преданность его энтомологическим занятиям».

## Описание
Мелкие наездники, длина 2,9—4,3 мм. Самка с отчётливо удлинёнными члениками жгутика усика, длина которых в 2 раза превышает ширину. В передних крыльях базальная ячейка и костальная ячейка голые. Проподеум с гладкой срединной полосой, с длинным рядом ареол по бокам. Брюшко гладкое, петиоль не более чем на столько же длиннее ширины в дорсальном направлении, вентральный поперечный киль между петиолем и St1 присутствует. Тело самца желтоватое, базальная половина щитика желтоватая, а дистальная — тёмно-коричневая, проподеум желтоватый с Т-образным тёмно-коричневым пятном. Жгутик с fu1-fu4 значительно длиннее ширины, булава короткая, не превышает длины всех члеников жгутика. Переднее крыло полностью покрыто волосками. Обнаружен в сикониях растения-хозяина Ficus thonningii (из рода фикус).